# Champions de Los Angeles
Pour les articles homonymes, voir Champions (homonymie).
Les Champions de Los Angeles (« The Champions » en VO) est le nom d'une équipe de super-héros évoluant dans l'univers Marvel de la maison d'édition Marvel Comics. Créée par le scénariste Tony Isabella et le dessinateur Don Heck, l'équipe apparaît pour la première fois dans le comic book The Champions #1 en octobre 1975.
Les scénarios sont assurés par Tony Isabella et Bill Mantlo et les dessins notamment par Don Heck, George Tuska, Bob Hall et John Byrne.
La série associée à ce groupe est considérée comme un exemple de bande dessinée de super-équipe ayant échoué, souffrant d'un roulement constant des auteurs et artistes travaillant sur la série, d'un manque de direction ou de concept cohérent, résultant en des ventes médiocres,.

## Historique de la publication
La série originale comprend 17 numéros, publiés d'octobre 1975 à janvier 1978. Les dessins sont de Bob Hall, John Byrne, George Tuska et Don Heck. Les scénarios sont de Bill Mantlo et Tony Isabella.
En France, les éditions Lug publièrent l'intégralité des aventures des Champions dans le bimestriel Titans du no 4 de septembre 1976 au no  21 de juillet 1979. L'épisode publié dans Titans no 19 est en réalité la traduction du comic book Super-villain team-up #14, cet épisode se terminant dans Champions #16 publié dans Titans no 20. Cependant, après l'arrêt de titre éponyme, l'histoire de la séparation et la fin concrète de l'équipe est relatée en avril et mai 1978 dans The Spectacular Spider-Man #17-18, publiée en France dans Nova no 14 et 15.
Dans X-Force & The Champions Annual 1998, publié en France dans X-Men Saga no 11 de Panini Comics, l'équipe des Champions se reforme exceptionnellement pour combattre Pluton lorsqu'un culte d'Hadès tente de réveiller un titan.

## Biographie du groupe
Les Champions de Los Angeles furent la première équipe, bien avant les Vengeurs de la Côte ouest, à être basée sur le littoral ouest des États-Unis.
L'origine de la formation de l'équipe ressemble à s'y méprendre à celle des Vengeurs. Dans le cas des Champions, c'est Pluton qui prend le rôle de Loki, et Hercule qui est visé par un complot qui associe les Maîtres des Enfers de différentes dimensions pour renverser Zeus.
Pluton, accompagné de Arès et Hippolyte et ses amazones, attaquent Hercule et Venus sur le campus de l'UCLA avec l'intention de les marier respectivement à Hippolyte et Arès. Lors de ce combat, Hercule sera aidé par deux anciens X-Men : Angel et Iceberg, La Veuve Noire et enfin Johnny Blaze, le Ghost Rider,. À l'issue du combat, les héros décidèrent de rester ensemble pour former une nouvelle équipe : les Champions.

## Composition
- La Veuve noire (Natasha Romanoff) est leader du groupe.
- Le mutant ailé Angel (Warren Worthington III).
- Son comparse de chez les X-Men : Iceberg (Bobby Drake).
- La russe Darkstar (décédée depuis, puis ressuscitée).
- Hercule, le demi-dieu olympien.
- Ghost Rider (Johnny Blaze)
- Ivan, le chauffeur et père adoptif de la Veuve noire.

Les différentes encyclopédies Marvel créditent Black Goliath I (Bill Foster) d'un statut de membre honoraire. Ce personnage fut récemment tué par Ragnarok, une imitation de Thor crée par Tony Stark dans la saga Civil War.

## Rééditions en recueil
- (en) Champions Classic (vol. 1), regroupant The Champions #1–11, 208 pages, Juillet 2006.  (ISBN 978-0785120971)
- (en) Champions Classic (vol. 2), regroupant The Champions #12–17, Iron Man Annual #4, The Avengers #163, Super-Villain Team-Up #14 et Peter Parker, the Spectacular Spider-Man #17–18, 216 pages, Janvier 2007.  (ISBN 978-0785120988)
- (en) The Champions No Time for Losers, regroupant The Champions #1–3 et 14–15, 100 pages, Octobre 2016.  (ISBN 978-1302908577)